# Gran Canon (tipografía)
Grado tipográfico que equivale a unos 42 puntos. Es mayor que los grados de Peticano y Trismegisto, y es el mayor de los grados normales de que estaba dotada una imprenta. 
El grado superior sería Doble canon chico, de unos 52 puntos. Todos los grados mayores eran excepcionales, y la nomenclatura y uso eran irregulares (véase Grado (tipografía).  